# Lutz Haueisen

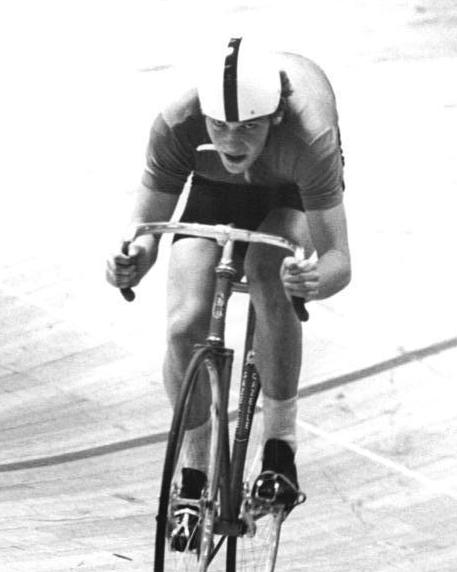
Lutz Haueisen im Januar 1978 auf der Berliner Winterbahn

Lutz Haueisen (* 12. Oktober 1958 in Jena) ist ein ehemaliger deutscher Radrennfahrer aus der Deutschen Demokratischen Republik, der zwei Weltmeistertitel im Bahnradsport gewinnen konnte.

## Sportliche Laufbahn
Haueisen begann 1971 mit dem Radsport, seit 1973 trainierte er bei der SG Wismut Gera unter dem Trainer Klaus Aurich. 1978 siegte Haueisen bei der DDR-Meisterschaft auf der Winterbahn im Verfolgungsrennen. 1979 wurde er Weltmeister in der Mannschaftsverfolgung zusammen mit Gerald Mortag, Axel Grosser und Volker Winkler. Gerald Mortag und Volker Winkler traten 1980 bei den Olympischen Spielen in Moskau an. Haueisen spezialisierte sich nach der durch einen schweren Sturz verursachten verpassten Olympiachance auf das Punktefahren, das ab 1984 zum olympischen Programm gehören sollte. Bereits 1981 gewann er den Weltmeistertitel der Amateure, Kurz zuvor hatte er bereits bei dem UCI-Rennen Mocca-Cup in Budapest mit dem Sieg in der Einerverfolgung seine herausragende Form unter Beweis gestellt. 1982 platzierte er sich auf Rang 10 bei der UCI-Weltmeisterschaft. 1983 gewann Haueisen die DDR-Winterbahnmeisterschaft im Punktefahren. Nachdem er wegen des Olympiaboykotts der DDR 1984 nicht an der olympischen Premiere im Punktefahren teilnehmen konnte, gewann er den Europacup. 1985 wurde Lutz Haueisen DDR-Meister im Punktefahren. Auf der Bahn der Werner-Seelenbinder-Halle in Berlin gewann er die „Internationale Zweier-Mannschaftsmeisterschaft“ 1982 mit Gerald Mortag als Partner.
Lutz Haueisen beendete 1987 seine aktive Laufbahn.

## Berufliches
Lutz Haueisen hat ein Sportstudium abgeschlossen. Er betreibt einen Radsportladen in Gera. Er ist der Vater von Dennis Haueisen, 2004 und 2005 fuhr Dennis Haueisen in einem von seinem Vater gesponserten Team RSH (Radshop Haueisen). Bis Ende 2009 waren Lutz Haueisen und seine Frau Sylvia Haueisen beim Continental Team Milram bzw. als sportliche Leiter des Thüringer RSH-Teams aktiv.